# Shellder
Shellder (japanski: シェルダー Sherudā) jedan je od 1025 fiktivnih vrsta Pokémona iz medijske franšize Pokémon, skupa Pokémon videoigara, animiranih serija, manga stripova, knjiga, igraćih karata i drugih medija kojima je tvorac Satoshi Tajiri. Svrha je Shelldera u videoigrama, animiranoj seriji i manga stripovima, kao i svrha ostalih Pokémona, borba s divljim Pokémonima – neukroćenim stvorenjima koje igrači i likovi pronalaze dok kreću na razne avanture – i pripitomljenim Pokémonima drugih Pokémon trenera.

## Etimologijaimena
Ime Shellder kombinacija je engleskih riječi "shell" = školjka, i "deride" = rugati se, odnoseći se na Shellderovu nestašnu i vragolastu narav, jer u borbi protivnicima stalno plazi jezik. 

## Pokédex podaci
- Pokémon Red/Blue: Njegova tvrda ljuska odbija bilo kakve napade. Ranjiv je tek kada je otvori.
- Pokémon Yellow: Njegova ljuska može izdržati bilo kakav napad. Međutim, kad je otvori, njegovo nježno tijelo biva izloženo.
- Pokémon Gold: Pliva gledajući prema unatrag otvarajući i zatvarajući dvodijelnu ljušturu. Iznenađujuće je brz.
- Pokémon Silver: Zrna pijeska uhvaćena u njegovu ljusku miješaju se s njegovim tijelom, na taj način oblikujući prelijepe bisere.
- Pokémon Crystal: Uklještujući protivnika otkriva vlastite ranjive dijelove, pa koristi taj potez kao krajnje sredstvo.
- Pokémon Ruby/Sapphire: Ovaj Pokemon noću koristi svoj široki jezik da iskopa rupu na dnu mora i spava u njoj. Dok spava, Shellder zatvara svoju ljušturu ali jezik drži vani.
- Pokémon Emerald: Noću iskopa rupu na dnu mora svojim širokim jezikom da napravi mjesta za spavati. Dok spava, Shellder zatvara svoju ljušturu ali jezik drži van.
- Pokémon FireRed: Zatvoren je u ljusci jačoj od dijamanta, no iznutra je tijelo iznenađujuće nježno.
- Pokémon LeafGreen: Njegova tvrda ljuska odbija bilo kakve napade. Ranjiv je tek kada je otvori.
- Pokémon Diamond/Pearl: Pliva gledajući prema unatrag otvarajući i zatvarajući svoje dvije ljuske. Njegov veliki jezik uvijek visi izvan njegovih usta.

## U videoigrama
Shellder je dostupan u većini Pokémon RPG videoigara, obično putem pecanja. Shellder je nedostupan u igrama Pokémon Ruby i Sapphire, kao i u igri Pokémon LeafGreen. Shelldera se može uhvatiti u igri Pokémon FireRed ili ga se može oteti u igri Pokémon XD: Gale of Darkness.
Shellderova Defense statistika broji 100 bodova, što je veoma visoko za Elementarnog Pokémona koji može evoluirati. Ipak, njegov evoluirani oblik, Cloyster, ima najvišu Defense statistiku u prvotnim igrama Pokémon Red, Blue i Yellow.
Svi Cloysterovi napadi moraju biti naučeni dok je u stadiju Shelldera, s izuzetkom Ispaljivanja šiljaka (Spike Cannon) i Šiljaka (Spikes). Ako Shellder prerano dođe u doticaj s Vodenim kamenom i evoluira, više neće moći naučiti napade kroz iskustvo.

## Tehnike
| Prirodne tehnike                       | Prirodne tehnike | Prirodne tehnike |
| -------------------------------------- | ---------------- | ---------------- |
| Tehnika                                | Vrsta tehnike    | Razina           |
| Obaranje (Tackle)                      | Normalni         |                  |
| Povlačenje (Withdraw)                  | Vodeni           | 4                |
| Nadzvučna (Supersonic)                 | Normalni         | 8                |
| Ledeno koplje (Icicle Spear)           | Ledeni           | 13               |
| Zaštita (Protect)                      | Normalni         | 16               |
| Opaki pogled (Leer)                    | Normalni         | 20               |
| Uklještenje (Clamp)                    | Vodeni           | 25               |
| Ledena krhotina (Ice Shard)            | Ledeni           | 28               |
| Zraka polarne svjetlosti (Aurora Beam) | Ledeni           | 32               |
| Vir (Whirpool)                         | Vodeni           | 37               |
| Željezna obrana (Iron Defense)         | Čelični          | 40               |
| Slana voda (Brine)                     | Vodeni           | 44               |
| Ledena zraka (Ice Beam)                | Ledeni           | 49               |

## Statistike
| HP:      | 30  |  |
| Attack:  | 65  |  |
| Defense: | 100 |  |
| Special: | 45  |  |
| SpAtk:   | 45  |  |
| SpDef:   | 25  |  |
| Speed:   | 40  |  |

Statistika Special korištena je samo tijekom prve generacije; kasnije je podijeljenja na Special Attack i Special Defense statistike.

## U animiranoj seriji
Shellder je prikazan u epizodi "The Evolution Solution", gdje je prikazana evolucija Slowpokea u Slowbrooa. Jessie uhvati Shelldera u toj epizodi, no on zagrize rep Slowpokea profesora Westwooda i razvije se u Slowbroa.
Shellder je prikazan u epizodi "A Crowning Achievement", kada u staništu Slowpokea počinje nedostajati mjesta i hitno im je potreban Slowking da otvori novi dom, kao što to kaže drevno proročanstvo. Doduše, Shellderi izazovu evoluciju svakog Slowpokea u Slowbroa prije nego što protagonisti uspiju pronaći Kraljev kamen (King's Rock).